# 米夏埃尔·乌尔曼
米夏埃尔·乌尔曼（德語：Michael Uhrmann，1978年9月16日—），德国男子跳台滑雪运动员。他曾代表德国参加2002年、2006年和2010年冬季奥林匹克运动会跳台滑雪比赛，获得一枚金牌和一枚银牌。